# Lunes de fiel
Cet article possède un paronyme, voir Lunes de miel.
Pour plus de détails, voir Fiche technique et Distribution.
Lunes de fiel (Bitter Moon) est un film franco-américano-britannique de Roman Polanski sorti en 1992 et adapté du roman Lunes de Fiel de Pascal Bruckner, publié en 1981.

## Synopsis
Sur un paquebot de croisière les emmenant en Inde, les Britanniques Nigel et Fiona font la connaissance d'un autre couple aussi étrange que provocateur, composé d'un écrivain américain infirme et quinquagénaire nommé Oscar (Peter Coyote) et d'une jeune danseuse française, Mimi (Emmanuelle Seigner). Très vite la sensualité de Mimi attire Nigel (Hugh Grant). Oscar le pressent immédiatement. Il va faire de l'Anglais son confident et lui narrer toute l'histoire vécue avec sa jeune épouse, en lui apprenant comment, de leur rencontre à Paris et d'une relation encore maladroite et étouffante, ils évoluent vers un jeu de domination/soumission. Cela à l'apparence d'une relation domination/soumission BDSM, mais il s'agit en fait d'une relation destructrice hors consentement qui bascule dans le crime.

## Fiche technique
Sauf indication contraire, les informations mentionnées dans cette section peuvent être confirmées par la base de données cinématographiques Unifrance,  présente dans la section « Liens externes ».
- Titre original : Lunes de fiel
- Titre anglophone : Bitter Moon
- Réalisation : Roman Polanski
- Scénario : Gérard Brach, John Brownjohn, Jeff Gross et Roman Polanski, d'après l'œuvre de Pascal Bruckner
- Décors : Willy Holt et Gérard Viard
- Costumes : Jackie Budin
- Photographie : Tonino Delli Colli
- Musique : Vangelis
- Chorégraphie: Rédha Benteifour
- Production : Roman Polanski, Gérard Brach
- Sociétés de distribution :  AMLF ;  Fine Line Features
- Budget : 5 millions $ (estimation)
- Pays de production :  France (majoritaire) -  Royaume-Uni -  États-Unis
- Studios : Paris-Studios-Cinéma (Studios de Billancourt)
- Langue de tournage : anglais, français
- Format : Couleurs - 1,85:1 - son Dolby - 35 mm
- Genre : drame psychologique
- Durée : 138 minutes (2h18)
- Date de sortie : 
  - France : 23 septembre 1992
- Classification :
  - France : interdit aux moins de 12 ans

## Distribution
- Hugh Grant : Nigel Dobson
- Kristin Scott Thomas : Fiona Dobson
- Emmanuelle Seigner : Micheline Bouvier dite Mimi
- Peter Coyote : Oscar Benton
- Luca Vellani : Dado
- Victor Banerjee : M. Singh
- Sophie Patel : Amrita Singh
- Stockard Channing : Beverly (non créditée)
- Patrick Albenque : Le steward
- Claude Bonnet : Le maire
- Nathalie Galan : La fille dans la boutique
- Jean-Yves Chalangeas : Le maître d'hôtel (non crédité)

## Lieux de tournage
Le film a été tourné à Paris et aux Studios de Boulogne à Boulogne-Billancourt.